# Io (měsíc)
Io je jedním z měsíců planety Jupiter, nejvnitřnější ze skupiny měsíců objevených Galileem. S průměrem 3642,6 km se jedná o čtvrtý největší měsíc ve sluneční soustavě. Pojmenován byl na základě řecké mytologie po Íó – Héřině kněžce, která se stala milenkou vládce bohů Dia (v římské mytologii byl jeho ekvivalentem Jupiter).
Na povrchu měsíce se nachází více než 400 aktivních sopek, což z Io činí geologicky nejaktivnější těleso sluneční soustavy. Extrémní vulkanická aktivita je výsledkem silných slapových jevů způsobených vlivem Jupitera, Europy a Ganymedu. Slapové síly působící na celý měsíc vyvolávají tření, kvůli němuž se jeho plášť zahřívá. Erupce na povrchu vytvářejí oblaka síry a oxidu siřičitého, která dosahují výšky až 500 km. Povrch pokrývá více než sto hor vzniklých vyzdvižením částí kůry vlivem extrémní komprese silikátového pláště. Některé sahají výše než Mount Everest, nejvyšší pozemská hora. Na rozdíl od většiny měsíců ve vnější sluneční soustavě (které mají tlustou vrstvu ledu) se Io skládá převážně ze silikátových hornin obklopujících roztavené železné či síroželeznaté planetární jádro. Pro většinu povrchu měsíce jsou charakteristické rozsáhlé pláně, jejichž zvláštní zbarvení způsobuje síra nebo zmrzlý oxid siřičitý.
Povrchový vulkanismus je odpovědný za veliké množství unikátních útvarů na Io. Sopečná mračna a lávové proudy neustále přetvářejí povrch měsíce včetně jeho zbarvení, které většinou vlivem sloučenin síry nabývá různých odstínů červené, žluté, bílé, černé i zelené. Velké množství lávových proudů, několik z nich delších než 500 km, také přispívá k rychlým změnám vzhledu povrchu. Při pohledu z vesmíru povrch měsíce připomíná povrch pizzy. Sopečné erupce stále doplňují materiál do slabé atmosféry Io a druhotně i do rozsáhlé magnetosféry Jupiteru.
Měsíc Io sehrál významnou roli v rozvoji astronomie v 17.  a 18. století. Poprvé ho spolu s dalšími velkými satelity Jupiteru spatřil již v roce 1610 Galileo Galilei. Objev těchto měsíců podpořil obecné přijetí Koperníkova heliocentrického modelu sluneční soustavy, vývoj Keplerových pohybových zákonů a první měření rychlosti světla. Až do konce 19. století zůstával Io pouhým bodem. Na začátku 20. století zlepšení astronomických dalekohledů umožnilo rozpoznat tmavě červené polární a světlé rovníkové oblasti. V druhé polovině 20. století prolétly okolo měsíce dvě kosmické sondy Voyager 1 a Voyager 2, které přinesly poznatky o jeho geologické aktivitě v podobě sopek, velkých hor a mladého povrchu bez zjevného pokrytí impaktními krátery. V 90. letech a na začátku roku 2000 kolem měsíce několikrát prolétla kosmická sonda Galileo, což přispělo k získání znalostí o vnitřní stavbě měsíce. Průzkum Io pokračoval v prvních měsících roku 2007 pomocí přeletu sondy New Horizons.

## Složení

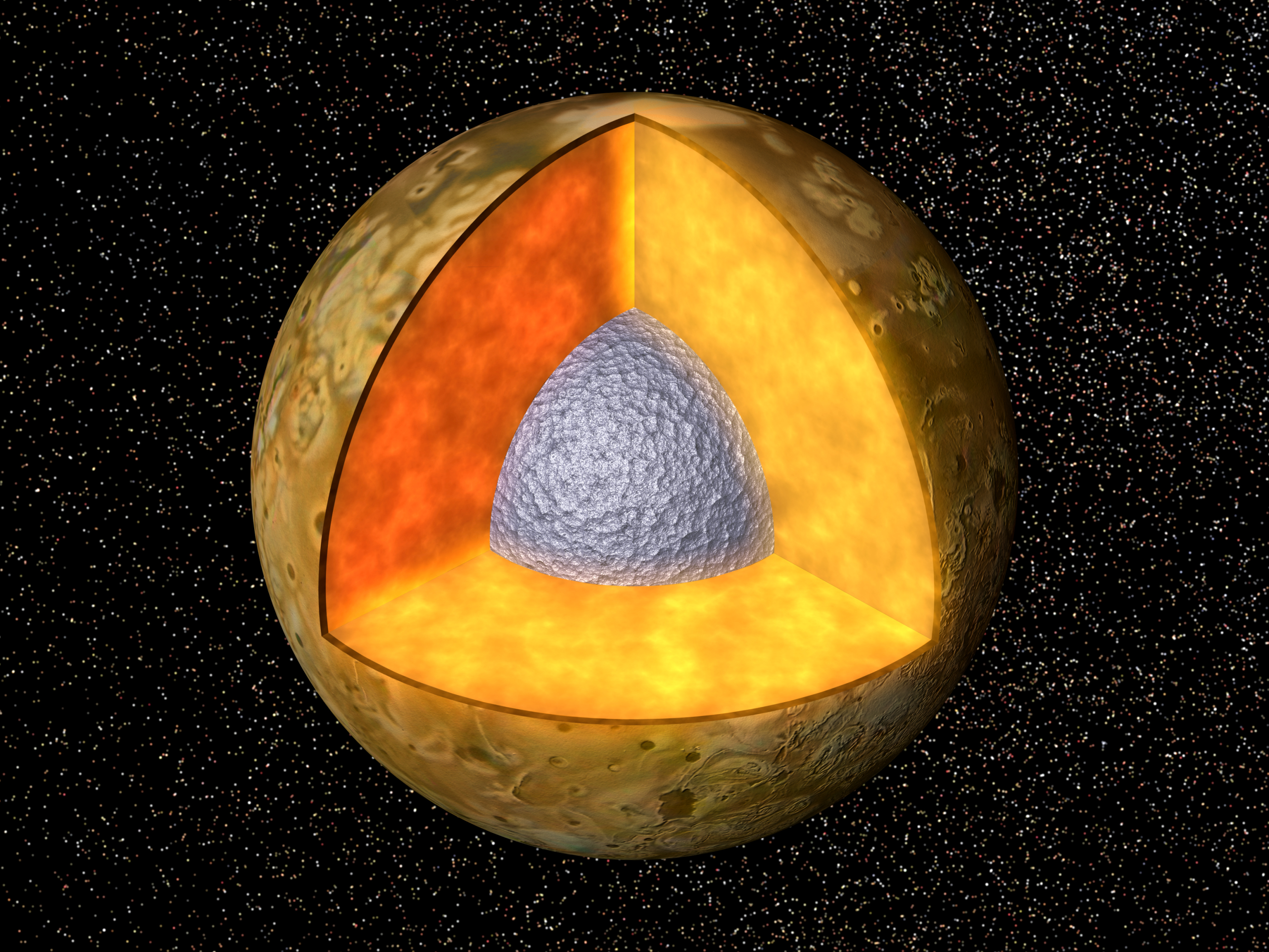
Model možné vnitřní stavby měsíce s vnitřním železným jádrem tvořeným železem nebo železem a sírou (šedé), vnější silikátovou kůrou (hnědě) a částečně nataveným pláštěm (oranžově)

Měsíc Io je se středním poloměrem 1821,3 km větší než náš Měsíc, a to o 5 procent. Hmotnost dosahuje 8,9319×1022 kg (o 21 procent více než Měsíc). Io má lehce elipsovitý tvar s nejdelší osou směřující k Jupiteru. Mezi Galileovými měsíci se v uvedených parametrech řadí před Europu, ale za Callisto a Ganymeda.

### Vnitřní stavba
Složením primárně ze silikátů a železa se Io více podobá terestrickým planetám než ostatním měsícům vnější oblasti sluneční soustavy, které většinou tvoří směsice vodního ledu a silikátů. Io má hustotu 3,5275 g/cm3, což je nejvyšší hustota ze všech měsíců ve sluneční soustavě (včetně pozemského měsíce) a značně vyšší než ostatní Galileovy měsíce. Modely hmotnosti měsíce, velikosti a kvadrupolových gravitačních koeficientů (číselné hodnoty spojené s tím, jak je hmotnost rozložena okolo tělesa) založené na měření sond Voyager a Galileo naznačují, že vnitřní stavba měsíce se dělí na silikátovou kůru, plášť a železné či síroželezité jádro. Kovové jádro měsíce tvoří přibližně 20 procent celkové hmotnosti. V závislosti na obsahu síry v jádře, pokud by bylo čistě železné, bude velké 350 až 650 km. Pokud obsahuje významnější podíl síry, se jeho velikost může pohybovat mezi 550 až 900 km. Sondě Galileo se magnetometrem nepovedlo detekovat žádné magnetické pole, proto jádro patrně není tekuté.
Modelace pláště naznačují, že by mohl být tvořen minimálně ze 75 procent z fosteritu, minerálu bohatého na hořčík, s minoritním zastoupením podobným L chondritům a LL chondritům (meteoritům s vyšším obsahem železa). Pozorovaný tepelný tok napovídá, že 10 až 20 procent pláště by mělo být roztaveno, čímž by se daly vysvětlit oblasti s vysokoteplotním vulkanismem. Litosféra Io se skládá z bazaltů a sírových uloženin vytvořených silnou a pravidelnou vulkanickou aktivitou. Podle odhadů je litosféra až 12 km silná, ale spíše by mohla sahat až do hloubky 40 km.

### Slapové jevy
Na rozdíl od Země a Měsíce získává Io hlavní část tepla spíše působením slapových jevů na svůj vnitřek nežli z radioaktivního rozpadu izotopů. Slapové jevy jsou výsledkem rezonancí s měsíci Europou a Ganymedem. Množství takto vzniklého tepla závisí na vzdálenosti od Jupiteru, na rotační ose i na vnitřním složení a stavu materiálu vnitřní části měsíce.
Jeho laplaceovská rezonance s Europou a Ganymedem udržuje excentricitu oběžné dráhy Io a zabraňuje slapovému tření, aby její oběžnou dráhu změnilo na kruhovou. Rezonantní oběžná dráha také udržuje vzdálenost Io od Jupiteru; jinak by slapy generované Jupiterem způsobily, že by se tento měsíc od své mateřské planety pomalu vzdaloval. Vertikální změna slapové výdutě Io mezi okamžiky, kdy se měsíc nachází v apocentru a pericentru oběžné dráhy, může dosahovat až 100 metrů. Slapové tření vznikající uvnitř Io díky proměnné slapové síle, která vyvolává významné slapové zahřívání v nitru tohoto měsíce, vede k tavení významné části měsíčního pláště. Množství tepelné energie takto produkované je až 200krát vyšší než energie pouze z radioaktivního rozpadu prvků. Tato energie je uvolňována ve formě vulkanické aktivity vedoucí k pozorovanému vysokému tepelnému toku (globální úhrn: 0,6 až 1,6×1014 W). Modely oběžné dráhy ukazují, že objem slapového zahřívání nitra Io se mění s časem a v současnosti pozorovaný tepelný tok není reprezentativním dlouhodobým průměrem.

### Povrch

Mapa povrchu Io

Na základě znalostí povrchu Měsíce, Marsu a Merkuru vědci předpokládali, že i povrch Io bude silně rozrušen množstvím impaktních kráterů, které budou na prvních snímcích povrchu ze sondy Voyager 1 jasně vidět. Množství kráterů by pak bylo možné využít pro určení stáří měsíce. Nicméně vědce překvapil povrch téměř bez kráterů, pokrytý hladkými planinami narušovanými jak horami různých velikostí a tvarů, tak lávovými výlevy a proudy. Celý povrch je navíc různě barevný v závislosti na materiálu obsahujícím síru, který se v té které oblasti nachází, což vedlo k přirovnávání měsíce k pomeranči nebo pizze. Nepřítomnost větších impaktních kráterů napovídá, že povrch měsíce je geologicky velice mladý, podobně jako povrch Země, což je dáno neustálým ukládáním sopečného materiálu a pohřbíváním starších kráterů. Tyto závěry následně podpořily snímky sondy Voyager 1 ukazující devět aktivních sopek.
Teplota na povrchu dosahuje v průměru −143 °C, ale rozsáhlé oblasti vlivem sopečné činnosti mají teplotu okolo 17 °C. Spekuluje se, že tyto oblasti by mohly být lávovými jezery, na povrchu částečně ztuhlými.

#### Složení povrchu
Odlišně barevné oblasti na povrchu Io nejspíše odpovídají různému materiálu vyvrhovanému na povrch při sopečné činnosti. Jedná se o silikáty (např. ortopyroxen), síru a oxid siřičitý. Celý povrch měsíce pokrývá zmrzlý oxid siřičitý, který vytváří oblasti s bílými až šedivými povlaky. Depozity síry na různých místech měsíce se naproti tomu jeví žluté až žluto-zelené. Uloženiny síry ve středních šířkách a polárních oblastech jsou vystaveny radiaci působící na stabilitu síry, což se projevuje změnou počtu vazeb na 8 a změnou barvy na červeno-hnědou v polárních oblastech.
Explozivní erupce sopek často vytvářejí mračna ve tvaru deštníku, kdy zpět na povrch dopadá materiál tvořený sírou a silikáty; vlivem síry v mračnu často načervenalý. Obecně mračna vznikají nad trhlinami, kde se na povrch vylévá láva a vystupují sopečné plyny s velkým zastoupením S2, které se projevuje právě červenou barvou. Jako příklad červených usazenin lze uvést okolí sopky Pele, tvořených nejspíše sírou (většinou se vyskytuje v molekulách o 3 nebo 4 řetězcích), oxidem siřičitým a možná i Cl2SO2. Pokud se žhavá láva dostane do oblastí, kde již existují ložiska uložené síry nebo oxidu siřičitého, dochází k interakci, která se projevuje vznikem bílých či šedých mračen.
Mapování chemického složení a vysoká hustota měsíce naznačují, že voda se na měsíci nachází jen v minimálním množství nebo tam není žádná, přestože malé množství vodního ledu nebo hydratovaných minerálů bylo již na povrchu zaznamenáno, a to převážně v oblasti severozápadních svahů Gish Bar Mons. Nepřítomnost většího množství vody je pravděpodobně způsobena podmínkami, které panovaly v Jupiterově soustavě v době vzniku: tehdy zpočátku měl Jupiter teplotu nejspíše dostatečně vysokou na to, aby se těkavé látky vypařily v oblasti oběžné dráhy tohoto měsíce, ale nebyl horký natolik, aby zapůsobil na další ledové měsíce ve své soustavě.

#### Vulkanismus

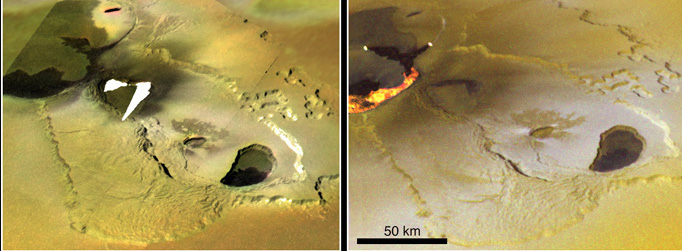
Aktivní lávový proud v sopečné oblasti Tvashtar Paterae. Snímky pořízeny sondou Galileo v listopadu 1999 a v únoru 2000.

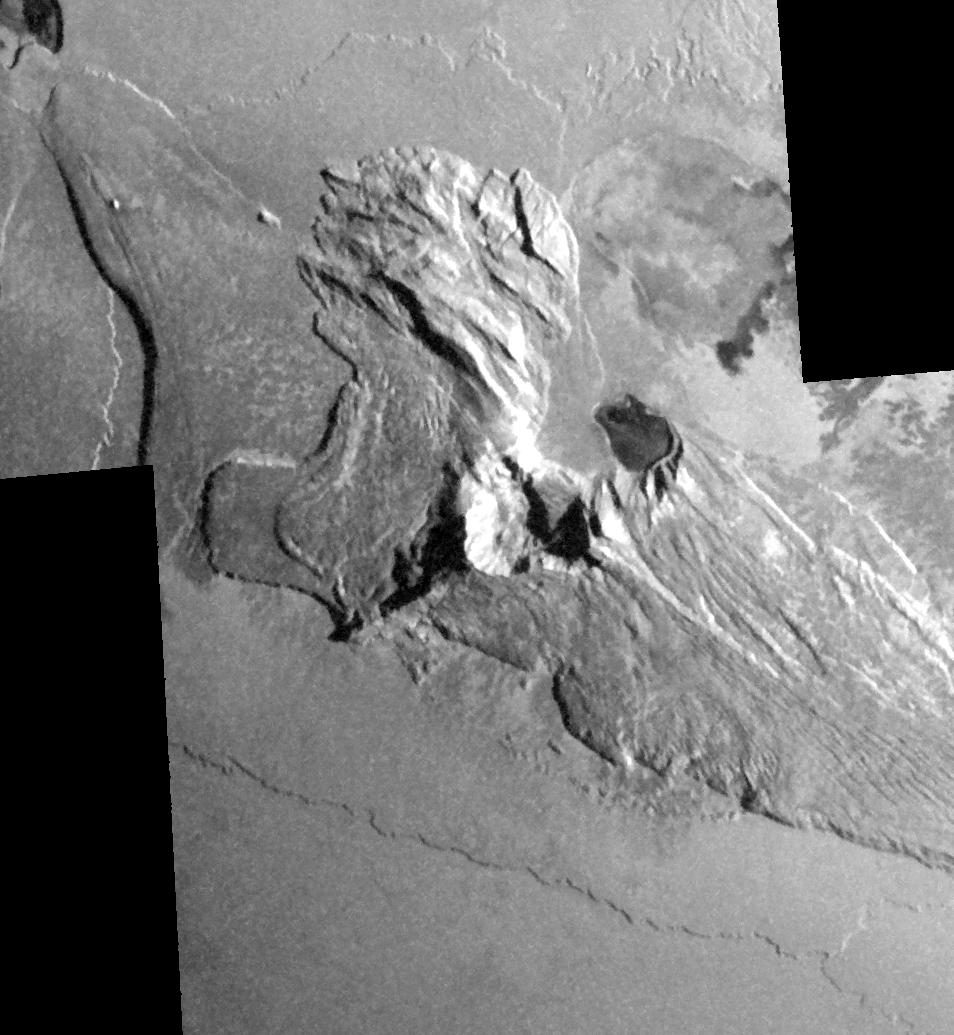
Snímek hory Tohil Mons vysoké 5,4 km ze sondy Galileo

Na měsíci byl během průletů sond Voyager 1 a Voyager 2 pozorován aktivní vulkanismus jako na prvním tělese mimo Zemi, na níž byl vulkanismus objeven. Díky postupnému průletu obou sond mohl být povrch měsíce pozorován s odstupem času, což umožnilo odhalit devět sopek během erupce a srovnáním snímků povrchu pak na povrchu měsíce objevit ještě další.
Teplo generované slapy vede k tomu, že je Io vulkanicky nejaktivnějším tělesem ve sluneční soustavě s množstvím sopečných oblastí a rozsáhlými lávovými výlevy. Během silných erupcí mohou vzniknout proudy dlouhé až několik set kilometrů a tvořené převážně z bazaltických láv bohatých na hořčík. Během erupcí je do atmosféry vyvrhováno značné množství materiálu, který může dosáhnout výšky až 500 km, odkud je zase pozvolna přitahován na povrch či může uniknout do volného prostoru. Některé pozorované úlomky dosahovaly rychlosti více než 1 km/s.
Povrch Io pokrývají deprese známé jako paterae. Obecně se paterae vyznačují rovným povrchem ohraničeným strmými svahy, což odpovídá v pozemské analogii kalderám, ale v současnosti není známo, jestli je jejich vznik spojen s vyprázdněním magmatického krbu a následným zřícení stropu. Oproti kalderám na Marsu či na Zemi nejsou na Io tyto útvary situovány na vrcholek štítových sopek a oproti těmto příkladům jsou větší, se středním průměrem okolo 41 km (největší známý se nachází v oblasti Loki Patera s průměrem 202 km). Mechanismus vzniku, morfologie a rozmístění napovídají, že většina těchto útvarů má spojitost se strukturními deformacemi terénu a přibližně polovina z nich je obklopena zlomy či horami. Nacházejí se zhusta na straně sopečných erupcí, takže lávové proudy se často rozlijí po jejich rovném povrchu, jako se to stalo roku 2001 v oblasti Gish Bar Patera. Další možností je, že jejich vyplněním lávou dojde ke vzniku lávového jezera.
Lávové proudy představují další výrazný morfologický činitel na povrchu měsíce. Magma vystupuje na povrch skrze praskliny či zlomy, odkud se začne rozlévat do okolí podobně jako v případě pozemské sopky Kilauea na Havaji. Snímky ze sondy Galileo ukázaly, že většina hlavních lávových výlevů (jako např. v okolí sopky Prometheus a Amirani) vzniká překrýváním starších větších lávových výlevů menšími a mladšími výlevy. Mezi průlety sond Voyager a Galileo v roce 1996 byl nedaleko sopky Prometheus pozorován lávový výlev, který se ze 75 km prodloužil na 95. Další pozorovaná erupce v roce 1997 pokryla čerstvou lávou přes 3500 km2 v okolí Pillan Patera.
Analýza snímků ze sond Voyager přivedla vědce k názoru, že tyto výlevy tvoří různé druhy roztavené síry. Nicméně pozdější pozemní pozorování v oblasti infra-záření a měření sondy Galileo naznačily, že se jedná o lávové výlevy z bazaltů s výrazným zastoupením mafických a ultramafických hornin. Tato hypotéza je založena na měření teploty tzv. „horkých skvrn“ či oblastí s emisí tepla, které se mohou pohybovat v rozmezí mezi 1200 K a 1600 K. První výsledky modelace naznačovaly teploty až okolo 2000 K, ale díky použití lepšího termálního modelu pro teplotu byly později upraveny.
Objevení mračen nad sopkami Pele a Loki bylo prvním důkazem toho, že měsíc je geologicky aktivní. Mračna vyvrhovaného materiálu mohou obsahovat sodík, draslík a chlor. Mračna se vyskytují ve dvou typech. Ta největší tvoří plynná forma síry a oxidu siřičitého, který uniká z vyvrhovaného magmatu v procesu tzv. „odplynění magmatu“. Z mračna vznikají na povrchu měsíce usazeniny červené (obsahující síru) nebo černé (obsahující silikáty) a mohou dosahovat až 1000 km v průměru. Vyskytují se např. v okolí sopky Pele, Tvashtar nebo Dazhbog Patera. Druhý typ mračen vzniká při kontaktu vyvřelé lávy se zmrzlým oxidem siřičitým, čímž dochází k zahřátí a vypařování. Takto vzniklá, většinou světlá mračna dosahují výšky maximálně 100 km. Vyskytují se např. v okolí sopek Prometheus, Amirani a Masubi.

#### Hory a pohoří

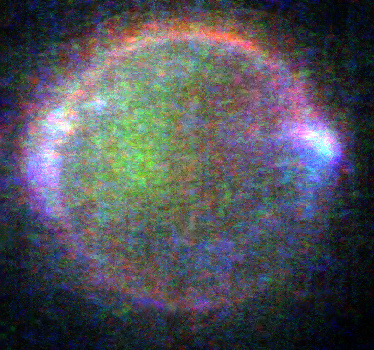
Polární záře ve svrchních vrstvách atmosféry. Rozdílné barvy jsou způsobeny různými částicemi v atmosféře (odstíny zelené atomy sodíku, červené atomy kyslíku a modré molekulami plynu jako např. oxidem siřičitým). Snímek byl pořízen během zatmění Io

Na Io se nachází 100 až 150 hor, které jsou v průměru 6 km vysoké a maximálně nad povrch vystupují v jižní oblasti Boösaule Montes 17,5 ± 1,5 km. Hory se často vyskytují jako obrovská izolovaná tělesa (v průměru jsou 157 km široké), která nespojuje očividná globální tektonická událost, jako je tomu na Zemi. Na základě jejich tvaru se dá usuzovat, že jejich složení vyžaduje vyšší obsah silikátových hornin než sloučenin síry.
Přes rozsáhlé projevy vulkanismu, které měsíci Io dodávají jeho charakteristický vzhled, jsou téměř všechny hory na povrchu původu tektonického, nikoliv sopečného. Předpokládá se, že většina hor vznikla v důsledku stlačování podloží litosféry, které často vyústí ve zdvih, náklon části kůry měsíce a následný střih.
Časem dochází k subsidenci hor, které neustále pohřbívá další sopečný materiál. Globální rozložení hor je v přímé opozici k sopečným tělesům; oblasti, kde se nachází více hor, je méně sopek a naopak. Tato skutečnost naznačuje, že velké oblasti litosféry jsou ve fázi komprese (hory) a extenze (sopky). V jiných oblastech jsou ale obě hlavní části vzájemně překryté, což naznačuje, že magma často na povrch putuje i různými zlomy v kůře.
Hory na povrchu Io mají rozmanitý morfologický vzhled, nejčastější vrcholek tvoří plató. Tyto útvary reprezentují rozsáhlá tělesa s plošinou nahoře, tzv. mesy s drsným povrchem. Ostatní hory se zdají být ukloněné bloky kůry s málo příkrými svahy, které vznikly vytlačením z původně rovného povrchu. Oba dva hlavní typy mají z jedné či více stran ostré svahy. Jen malé množství hor na povrchu je vulkanického původu, jedná se nejspíše o nízké štítové sopky se sklony mezi 6 až 7° a malou depresí na vrcholku, pravděpodobně centrální kalderou. Vulkanické hory jsou většinou menší než ostatní, dosahují výšky pouze 1 až 2 km a šířky od 40 do 60 km. Některé další štítové sopky s ještě mírnějšími svahy lze pozorovat na snímcích jako např. v oblasti Ra Patera, ale jejich změření není zatím možné.
Všechny pozorované hory zřejmě jeví známky silné eroze. Na jejich úbočích je vidět sesuvy materiálu, který se na úpatí hory hromadí, což vede k závěru, že tu působí dominantní erozivní činitel.

### Atmosféra
Io má extrémně řídkou atmosféru, která se skládá hlavně z oxidu siřičitého s atmosférickým tlakem okolo jedné miliardtiny atmosféry. V případě vyslání sondy na povrch měsíce nebude možné pro brzdění sondy využít padák a sonda nebude potřebovat ani tepelný štít, zato bude třeba použít raketové trysky pro měkké přistání. Současně takto slabá atmosféra není schopná zabraňovat pronikání radiačního záření, které silně působí i na povrch měsíce.
Radiace částice v atmosféře neustále ničí, ale jsou soustavně doplňovány. Hlavním zdrojem nových částic je sopečná činnost, která dodává oxid siřičitý, ale velké množství plynu se dostává do atmosféry taktéž sublimací zmrzlého oxidu siřičitého z povrchu. Atmosféra je pak nejhustší při povrchu, kde je nejtepleji a kde dochází k největší sublimaci a úniku sopečných plynů z aktivních sopek. Tloušťka atmosféry je nehomogenní a závisí na blízkosti zdrojů a na oslunění (odvrácená strana od Jupiteru je více pokrytá ledovým oxidem siřičitým než strana přivrácená).
Snímky Io ve vysokém rozlišení získané při zatmění měsíce ukázaly zářící polární záři. Podobně jako na Zemi ji způsobují interakce záření s atmosférou. Záře se obvykle vyskytuje nad magnetickými póly planet, ale v případě Io je v oblasti rovníku, jelikož Io nemá vlastní magnetické pole a elektrony se pohybují v magnetickém poli Jupiteru, než se s atmosférou měsíce střetnou.
Více elektronů koliduje s atmosférou za vzniku jasnější záře v oblasti, kde jsou siločáry kolmé k satelitu (tj. poblíž rovníku), jelikož sloupec plynů, kterým procházejí, je zde delší. Záře související s těmito body na tangentách na Io jsou zaznamenávány s měnící se orientací Jupiterova nakloněného magnetického dipólu.

## Interakce smagnetosférou Jupiteru

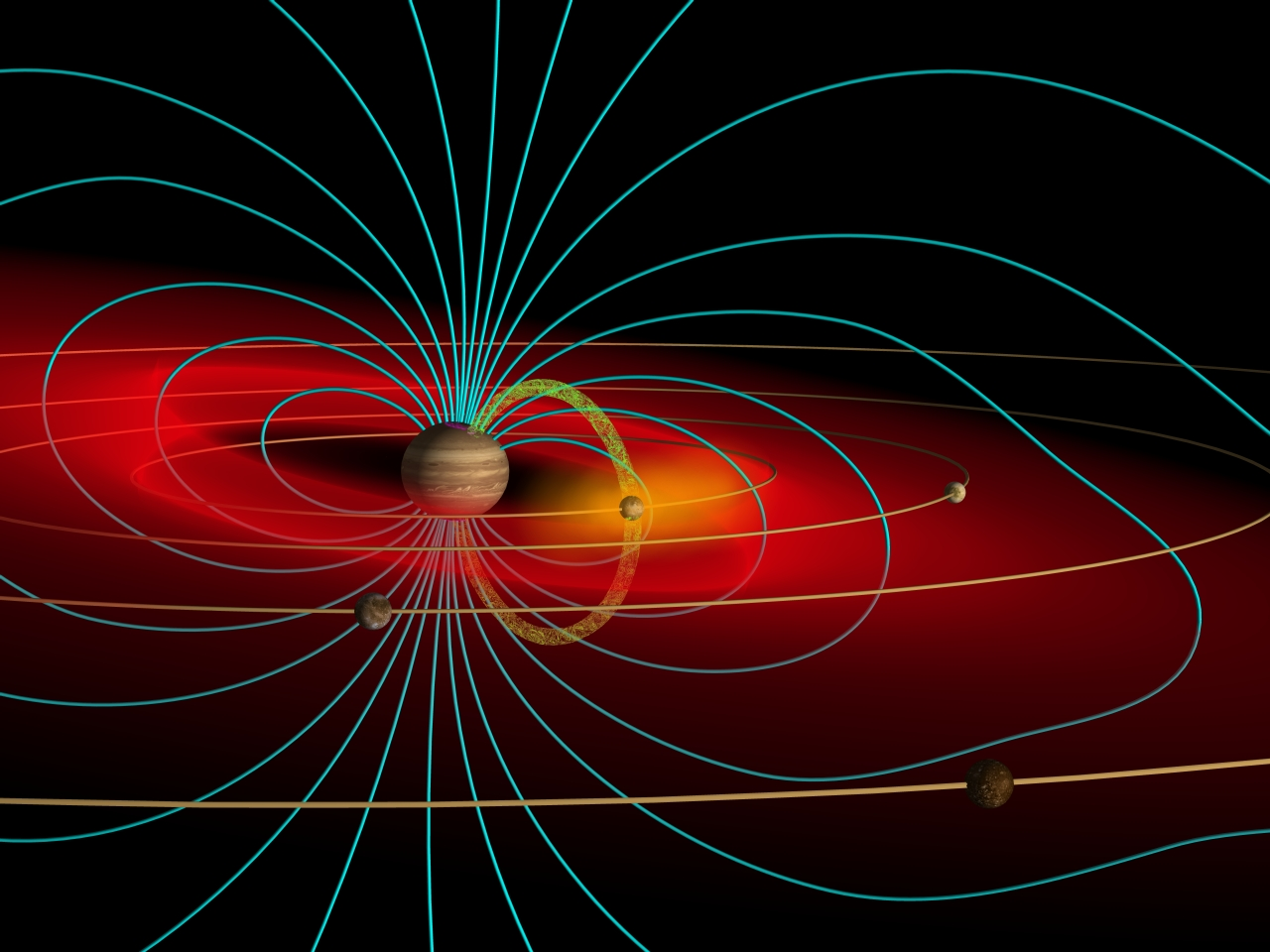
Schematický nákres magnetosféry Jupiteru a složek ovlivňujících měsícem Io (poblíž středu obrázku): plazmatický torus (červeně), neutrální oblak (žlutě), indukční trubice (zeleně) a magnetické indukční čáry (modře)

Io hraje významnou roli pro tvarování magnetosféry Jupiteru. Magnetosféra odvádí plyny a prach z tenké atmosféry Io rychlostí přibližně 1 tuny za sekundu. Tento materiál je převážně složen z ionizované a atomární síry, kyslíku a chloru, atomárního sodíku a draslíku, molekul oxidu siřičitého a síry a taktéž draselnosodíkové soli. Tento materiál má přímý původ v sopečné činnosti měsíce, ale Jupiter ho nezískává z povrchu, ale z částic vyvržených do atmosféry měsíce. Získaný materiál v závislosti na svém náboji skončí v různých prachových mračnech a radiačních pásech jupiterovské magnetosféry a v některých případech může dokonce opustit gravitační oblast ovládanou Jupiterem.
Do vzdálenosti šesti průměrů Io od jeho povrchu se kolem měsíce nachází oblak neutrálních atomů síry, kyslíku, sodíku a draslíku. Tyto částice pochází z vrchní atmosféry měsíce, ale jsou excitovány srážkami s ionty v plazmovém torusu a ostatními procesy a plní Hillovu sféru Ia, což je oblast, kde je měsíční gravitace dominantní nad Jupiterovou. Některé tyto částice nakonec uniknou z gravitační studny měsíce a jsou staženy na oběžnou dráhu okolo Jupiteru. Během dvaceti hodin tyto uniklé částice se rozloží mimo Io do neutrálního mračna ve tvaru banánu, který se může táhnout až do vzdálenosti šesti průměrů měsíce. Srážky, které excitují tyto částice také občas poskytnou sodíkovým iontům v plazmovém torusu elektron, takže tyto nové „rychlé“ neutrální částice jsou rychle odstraněny z torusu. Nicméně tyto částice si stále udržují svou rychlost (70 km/s v porovnání se oběžnou rychlostí u Io 17 km/h), což tyto částice vystřeluje ve výtryscích pryč z Io.
Io obíhá uvnitř pásu intenzivního záření elektronů a iontů chycených magnetickým polem Jupitera známého jako plazmový torus měsíce Io. Plazma v tomto prstenci ve tvaru pneumatiky obsahující síru, kyslík, sodík a chlor vzniká při ionizaci neutrálních atomů v oblaku obklopujícím Io a je odnášena Jupiterovou magnetosférou. Na rozdíl od částic v neutrálním oblaku tyto částice rotují spolu s Jupiterovou magnetosférou. Kolem Jupitera obíhají rychlostí 74 km/s. Podobně jako zbytek Jupiterova magnetického pole je plazmový torus k rovině Jupiterova rovníku a oběžné roviny Io skloněný. To znamená, že Io je někdy pod a jindy nad jádrem plazmového toru. Jak bylo zmíněno výše, vysoké rychlosti a energie iontů jsou z části zodpovědné za odnášení neutrálních atomů a molekul z atmosféry měsíce Io a rozsáhlejšího neutrálního oblaku.
Torus se skládá ze tří částí: vnějšího, „teplého toru“, který leží vně oběžné dráhy Io; dále svisle protažená oblast známá jako „ribbon“ složené z neutrální oblasti a chladnějšího plazmatu, které se nachází ve vzdálenosti od Jupitera odpovídající velikosti měsíce Io. Poslední je vnitřní „chladný torus“ složený z částic, které ve spirálách pomalu padají k Jupiteru. Po asi 40 dnech strávených v toru částice z teplého toru unikají, což způsobuje netypicky velkou magnetosféru Jupiteru. Částice z Io detekované jako změny v magnetosférickém plazmatu daleko v magnetochvostě byly zachyceny sondou New Horizons. Zatím nebyla prokázána spojitost s vulkanickou aktivitou na povrchu měsíce a tak se za zdroj těchto částic považují neutrální sodíková mračna.
Během přiblížení sondy Ulysses v roce 1992 zaznamenala sonda proudy částic o velikosti prachu vyvrhovaného mimo soustavu Jupiteru. Prach, který se v těchto proudech pohyboval rychlostí až několik stovek kilometrů za sekundu, měl průměrnou velikost zrna 10 μm a byl tvořen převážně chloridem sodným. Pozdější měření sondy Galileo dokázalo, že tyto prachové proudy pocházejí z Io. V současnosti ale není stále znám mechanismus jejich vzniku.
Pohyb Io v magnetickém poli vytváří princip generátoru, který vytváří napětí o síle 400 000 V napříč svým průměrem a elektrický proud o hodnotě 3 miliónů ampér proudící do ionosféry planety podél magnetického pole Jupitera.

## Oběžná dráha

Animace ukazuje Laplacovu rezonanci měsíce Io s Europou a Ganymedem

Io obíhá okolo Jupiteru ve vzdálenosti 421 700 km od středu planety a 350 000 km od horních vrstev mračen. Jedná se o nejvnitřnější z Galileových měsíců Jupiteru, jeho oběžná dráha leží mezi drahami měsíce Thebe a Europe. Včetně malých (známých) měsíců je Io pátým měsícem v pořadí od Jupiteru. Jeho rotace kolem Jupiteru je v oběžné rezonanci v poměru 2:1 s Europou a 4:1 s Ganymedem, což znamená, že stihne vykonat dva oběhy kolem planety, než Europa jednou oběhne Jupiter a čtyřikrát než jeden oběh uskuteční Ganymed. Vzájemná rezonance pomáhá udržet sklon oběžné osy, který je 0,0041, a současně pomáhá generovat vnitřní teplo potřebné pro sopečnou činnost měsíce. Bez vzájemné interakce by se jednalo o méně aktivní svět. Během oběhu je postupně přitahován k Europě a Ganymedu, čímž se vychyluje ze své původní dráhy, když se od těchto měsíců vzdálí, je opět přitažen Jupiterem na správnou dráhu. Tento pohyb mimo dráhu vyvolává tření a vydouvání povrchu, které dosahuje až sta metrů.
Tato synchronicita poskytuje taktéž definici zeměpisné délky na Io. Hlavní poledník protíná rovník v bodě nejbližším k Jupiteru.

### Rotace
Jeho oběh trvá 42,5 hodin, což je dostatečná rychlost pro pozorování jeho pohybu během jedné noci. Podobně jako ostatní Galileovy měsíce či pozemský Měsíc obíhá i Io vzhledem k planetě stále stejnou stranou a tedy Io má vázanou rotaci, čehož se využívá pro definici pozičních koordinát.

## Historie objevu a pozorování

Erupce sopky Tvashtar jak ji zachytila sonda New Horizons. Materiál byl vyvržen až do výšky 290 km nad povrch měsíce.

Měsíc byl objeven 7. ledna 1610 Galileem během pohybu hvězdy 5.0 magnitudy společně s dalšími třemi tělesy, o kterých se původně domníval, že se jedná o hvězdy. Když se ale začaly pohybovat jinak, než původně předpokládal, svůj názor přehodnotil. Tento objev publikoval v březnu 1610 v díle Sidereus Nuncius. Simon Marius publikoval obdobné výsledky svého pozorování roku 1614 v Mundus Jovialis, kde uváděl, že objevil měsíc jeden týden před Galileem a to již na konci roku 1609. O Mauriově objevu Galileo pochyboval a jeho práci označil za plagiátorství. Vzhledem k tomu, že dílo Galilea bylo publikováno dříve, je objevení připisováno jemu.
Po následující dvě a půl století zůstával Io pro astronomy jen bodem o velikosti 5. magnitudy. V 17. století námořníci používali měsíce objevené Galileem pro určování přesné zeměpisné délky. Dále objev těchto měsíců podpořil obecné přijetí Koperníkova heliocentrického modelu sluneční soustavy, pomohl vývoji Keplerových pohybových zákonů a umožnil první měření rychlosti světla, když bylo možné spočíst dobu potřebnou světlu k uražení vzdálenosti mezi Zemí a Jupiterem. K vysvětlení rezonančních oběžných drah Io, Europy a Ganymedu vytvořil Pierre-Simon Laplace matematickou teorii založenou na údajích Cassiniho a dalších. Později se ukázalo, že tato rezonance má významný vliv na geologii zmíněných těles.
Rozvoj optické astronomie na konci 19. a začátku 20. století umožnil astronomům zlepšit pozorování a rozlišovat celopovrchové útvary na povrchu měsíce. V roce 90. letech 19. století Edward E. Barnard jako první pozoroval a popsal rozdíly v jasu polárních a rovníkových oblastí Io. Následně správně určil, že tyto rozdíly jsou způsobeny různým albedem a rozdílnými barvami obou regionů. Současník William Henry Pickering navrhoval jiné vysvětlení, a to, že Io má vajíčkový tvar, či že se jedná o dvě tělesa. Pozdější pozorování potvrdila, že polární oblasti mají hnědou a rovníkové žluto-bílou barvu.
Ve druhé polovině 20. století se začaly objevovat poznatky ukazující na neobvyklý charakter měsíce. Spektroskopické pozorování ukazovalo, že povrch Io postrádá přítomnost vodního ledu, který je obvyklý u ostatních podobných těles v okolí a na kterých byl pozorován. Stejné pozorování ukázalo, že povrch je tvořen převážně solemi sodíku a síry. Radioteleskopická pozorování Io odhalily vliv na magnetosféru Jupiteru, který se projevuje emisemi decimetrových vln s periodou odpovídající oběžné době Io.

### Sondy

#### Pioneer 10 a 11
První sondy, které proletěly okolo měsíce byla dvojice sond Pioneer 10 (3. prosince 1973) a Pioneer 11 (2. prosince 1974). Radiové pozorování pomohlo určit hmotnost Io, což s porovnáním s velikostí měsíce vedlo k poznatku, že Io má největší hustotu ze 4 Galileových měsíců a tedy jeho složení bude nejspíše ze silikátových hornin namísto vodního ledu. Sondy Pioneer taktéž odhalily přítomnost tenké atmosféry okolo Io a intenzivní radiační pásy v blízkosti oběžné dráhy měsíce. Kamera na palubě sondy Pioneer 11 pořídila fotografie, ale na Zemi byly odvysílány kvalitní fotografie pouze severní oblasti. Detailnější snímky byly plánovány pořídit sondou Pioneer 10, ale snímky byly ztraceny vlivem vysoké radiace v okolí měsíce.

#### Voyager 1 a 2

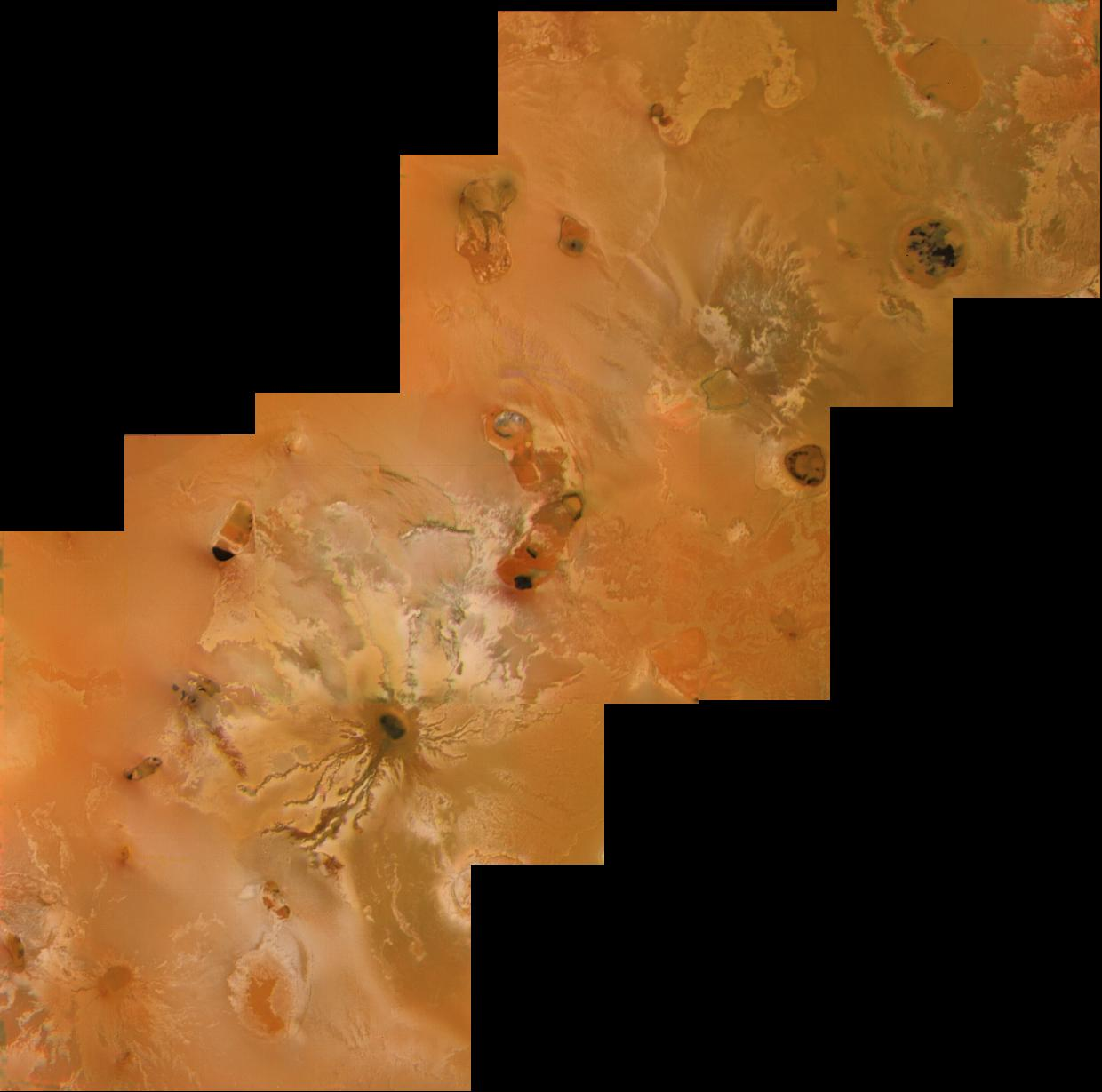
Mosaika snímků pořízených sondou Voyager 1 oblasti lávového proudu Ra Patera

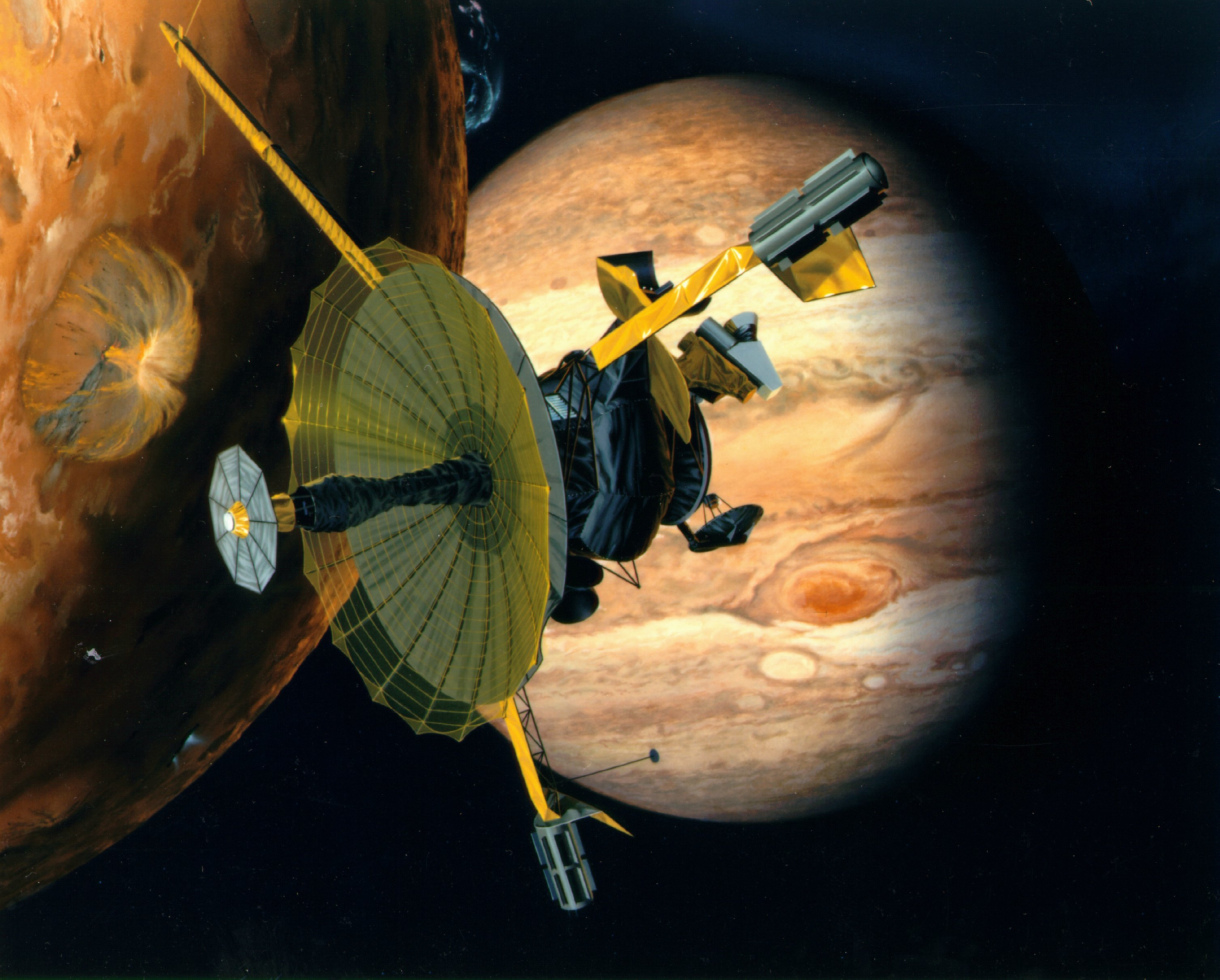
Umělecká představa průletu sondy Galileo okolo měsíce Io s Jupiterem v pozadí

Když dvojice sond Voyager 1 a Voyager 2 proletěla v roce 1979 kolem Io, umožnila vyspělejší zobrazovací technika na palubě sond pořídit mnohem podrobnější obraz povrchu. Voyager 1 přeletěl okolo Io 5. března 1979 ve vzdálenosti 20 600 km. Snímky, které zaslal zpět na Zemi, ukázaly zvláštní krajinu mnoha barev bez přítomnosti větších impaktních kráterů svědčící o relativně mladém povrchu. Detailní snímky ukazovaly mladé útvary zvláštních tvarů, hluboké deprese, hory vyšší než Mount Everest a tělesa připomínající lávové proudy známé ze Země.
Krátce po průletu si navigační inženýrka Linda A. Morabito všimla tmavého oblaku vycházejícího z povrchu na jednom ze snímků. Analýza dalších snímků ukázala devět takových mračen rozptýlených po celé ploše měsíce, které prokázaly, že Io je vulkanicky aktivním tělesem. Tento závěr potvrdil dřívější studii napsanou Stanem J. Pealem, Patrickem Cassenem a R. T. Reynoldsem a publikovanou před cestou sondy Voyager 1. Autoři studie předpověděli a spočetli, že vnitřní jádro Io musí získávat ohromné množství tepla vlivem slapového působení Jupiteru a oběžné rezonance s Europou a Ganymedem. Data z průletu taktéž pomohly určit dominantní zastoupení síry a zmrzlého oxidu siřičitého na povrchu planety a podobné složení tenké atmosféry měsíce. Za měsícem byl současně pozorován i torus.
Voyager 2 proletěl okolo Io 9. července ve vzdálenosti 1 130 000 km. Nejednalo se o tak těsný průlet jako v případě sesterské sondy, ale srovnávací analýza pořízených snímků ukázala několik změn na povrchu, ke kterým došlo v průběhu pouhých pěti měsíců mezi průletem obou sond. Pozdější průlet taktéž ukázal, že osm z devíti pozorovaných sopečných mračen bylo stále na původním místě a tedy, že sopky zde byly stále aktivní. Pouze sopka Pele ustala sopečnou činnost mezi průletem sond.

#### Sonda Galileo
Sonda Galileo doletěla k Jupiteru v roce 1995 po šestileté cestě od Země ve snaze pokračovat v průzkumu jupiterské soustavy tam, kde skončily sondy Voyager 1 a 2. Jelikož je měsíc Io umístěn do oblasti jednoho z nejsilnějších radiačních pásů Jupiteru, nemohla sonda provádět pravidelné nízké přelety nad tímto měsícem. I tak ale uskutečnila sonda Galileo jeden těsný průlet před navedením na dvouletou primární dráhu. Přestože během přeletu ze 7. prosince 1995 nebyly pořízeny žádné snímky, i tak se podařilo potvrdit existenci velkého železného jádra měsíce podobného tomu, jaké mají terestrické planety vnitřní části sluneční soustavy.
I když sonda neprováděla přímé přelety nad měsícem a přes technické potíže neumožňující odeslat všechny údaje, podařilo se získat množství dat, které rozšířily poznatky o Io a umožnily učinit významné objevy. Sonda pozorovala erupce sopky Pillan Patera a potvrdila, že vyvrhovaný materiál je složen převážně z křemičitého magmatu mafického a ultramafického složení s obsahem síry a oxidu siřičitého hrajícího stejnou roli jako voda a oxid uhličitý na Zemi. Vzdálené snímkování Io téměř během každého přeletu ukázalo velké množství aktivních sopek na povrchu, značné množství hor s různou morfologií a několik významných změn oblastí mezi přelety sond řady Voyager či i mezi jednotlivými přelety sondy Galileo.
Mise sondy byla dvakrát prodloužena (1997 a 2000). Během těchto prodloužení prolétla sonda okolo Io třikrát, a to v druhé polovině 1999 a na začátku roku 2000, a pak ještě třikrát na konci roku 2001 a na začátku 2002. Průlety pomohly zmapovat rozsah vulkanické aktivity, vyloučit existenci magnetického pole měsíce a zmapovat sopky a pohoří. V prosinci 2000 prolétla okolo Jupiteru sonda Cassini-Huygens na své cestě k Saturnu a vykonala společná pozorování měsíce, která odhalila nový chochol v atmosféře v oblasti Tvashtar Paterae a pozorovala polární záři okolo Io.

### Následné pozorování

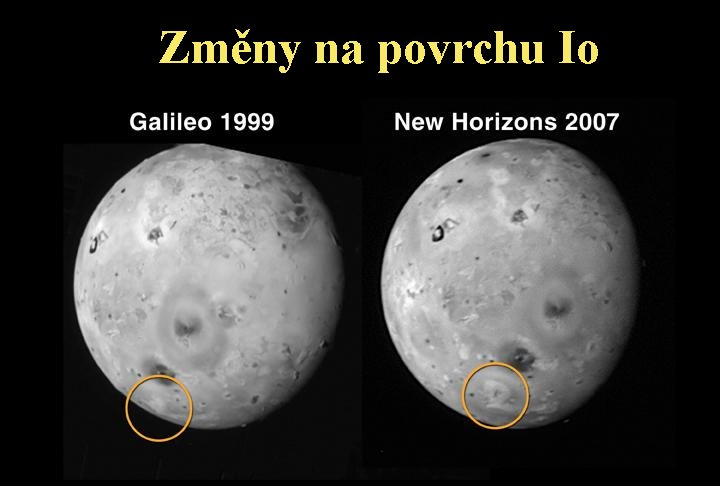
Změny povrchových útvarů za osm let mezi pozorováními sondou Galileo a New Horizons

Po plánovaném navedení a zániku sondy Galileo v atmosféře Jupiteru se v září 2003 uskutečnilo další pozorování měsíce za pomoci výkonných pozemských dalekohledů. Použití adaptivní optiky z teleskopu Keck na Havaji a Hubbleova teleskopu umožnilo sledovat aktivní projevy vulkanismu. Tato nová pozorování umožnila vědcům sledovat sopky na Io bez nutnosti vyslat do systému další sondu.

#### New Horizons
28. února 2007 prolétla systémem Jupiteru sonda New Horizons na své cestě k Plutu a Kuiperově pásu. Během průletu bylo provedeno množství pozorování Io. Snímky ukázaly velká sopečná mračna v oblasti Tvashtar, první detailní pozorování obrovských erupcí srovnatelných s mračny okolo Pele v roce 1979. Sonda současně pozorovala mračna okolo Girru Patera v počátečním stádiu erupcí a několik dalších, které se již objevily v době mise sondy Galileo.
V srpnu 2011 odstartovala k Jupiteru americká sonda Juno. Přestože má omezené vizuální snímače, mohla by pro monitorování sopečné aktivity na Io využívat infračervený spektrometr JIRAM.

### Budoucí mise
Evropská kosmická agentura se v únoru 2009 zapojila do společného projektu s NASA s názvem Europa Jupiter System Mission, během kterého by v roce 2020 měla k Jupiteru odstartovat dvojice sond: americká Jupiter Europa Orbiter a evropská Jupiter Ganymede Orbiter. Ani jedna z těchto sond nebude mít jako primární cíl výzkum Io, všechny ho budou sledovat pouze z dálky. Americká sonda Jupiter Europa Orbiter by se ale měla přiblížit v roce 2025 a 2026 k měsíci během průletu k uvedení na oběžnou dráhu Europy. Vyjma těchto misí NASA již schválila taktéž specializovanou misi k Io tzv. Io Volcano Observer, která by měla odstartovat v roce 2015. V současnosti je tato mise pouze ve fázi studie.

## Jméno
Měsíc byl pojmenován dle řecké mytologie po kněžce Íó, jedné z mnohých lásek boha Dia, který převzal v římské mytologii jméno Jupiter. I když nebylo Simonovi Mariusovi přiznáno objevení měsíce před Galileem, jeho názvy pro měsíce se vžily a jsou používány. V jeho publikaci z roku 1614 Mundus Jovialis hovoří o měsíci jako o Io, milence Dia. Jeho názvy zapadly ale až do začátku 20. století, když se začaly opět používat. V literatuře staršího data vystupoval měsíc Io pouze pod jednoduchým názvem Jupiter I (nebo první měsíc Jupiteru), který pocházel z římské abecedy.

### Povrchové útvary
Útvary na povrchu měsíce jsou pojmenovány po osobách a místech spojených s mytologií Io, podobně jako po bozích ohně, sopek či Slunce a dalších mytických objektech jako např. Inferno, podle původního názvu první části Danteho knihy Božská komedie. Od detailnějšího průzkumu měsíce sondou Voyager 1 Mezinárodní astronomická unie pojmenovala přibližně 225 sopek, pohoří, rovin a výrazných albedových útvarů. Bylo schváleno používat označení např. patera, mons, mensa, planum, fluctus (lávové proudy) či tholus pro různé povrchové útvary v závislosti na jejich tvaru, sklonu, velikosti atd.

## Io vkultuře
- Na Io se narodil Arnold Rimmer, jedna z hlavních postav knižní série a seriálu Červený trpaslík.[78]
- Na Io se odehrává děj sci-fi filmu Outland.[79]